# Eduard von Callot
Eduard Ferdinand Freiherr von Callot (* 1. Januar 1793 in Wien; † 1. Mai 1862 ebenda) war ein österreichischer Offizier und angeblicher Afrikareisender.

## Familie
Eduard von Callot war der Sohn des Offiziers Johann Freiherr von Callot (1763–1809) und der Marie Magdalene Wagmuth (1774–1847), sein Bruder war Carl Freiherr von Callot (* 16. Mai 1806). 1821 heiratete er Marie Freiin von Buol († 1824).

## Leben
Eduard von Callot absolvierte 1802 bis 1805 die Theresianische Akademie. Er trat 1809 in die österreichische Armee ein und nahm als Leutnant eines Jägerbataillons an den Napoleonischen Kriegen teil. 1816 wechselte er als Oberleutnant vom 8. Jägerbataillon zum Infanterieregiment Nr. 29 und verließ 1820 das Militär.
Zu Belegen ist, dass er danach als Offizier am Russisch-Türkischen Krieg (1828–1829) teilnahm und anschließend in den Dienst von Vizekönig Mehmed Ali in Ägypten trat.
Nach seinen eigenen Angaben ging er am 17. Januar 1831 nach Ägypten, wo er Oberst eines Reiterregiments wurde. Im Auftrag des Vizekönigs führte er angeblich Spionagereisen in den Sinai, Palästina und Syrien bis an das Taurusgebirge durch. Über Zypern nach Kairo zurückgekehrt, sei er als sein Gesandter an den äthiopischen Kaiserhof beordert worden. Er reiste den Nil hinauf, wirkte am Zusammenfluss von Weißem und Blauem Nil bei der Gründung von Khartum mit, dann reiste er weiter nach Äthiopien. Danach setzte er nach Arabien über, wo er als Moslem verkleidet Mekka und Medina besuchte. Danach gelangte er nach Ägypten zurück und trat am 12. Dezember 1831 die Rückreise nach Europa an. 1854/55 publizierte er seine vorgeblichen Erinnerungen an diese Reise; alle vorgenannten Angaben beruhen einzig darauf.
Aufgrund der unglaubwürdig kurzen Reisezeit und von Unstimmigkeiten in den Reiseschilderungen kam Michael H. Zach jedoch zu dem Ergebnis, dass Callots Schilderungen höchst unglaubwürdig sind und er wahrscheinlich niemals im Sudan war, sondern das seine „Erinnerungen“ zum Teil wörtlich auf älteren Berichten von Frédéric Cailliaud und Eduard Rüppell beruhen.
Danach war er als Geometer in Mähren bzw. bei der österreichischen Nordbahn tätig.
Bei der Märzrevolution 1848 in Wien stellte er sich auf die Seite der Aufständischen. Er verfasste Flugschriften und Zeitungsartikel sowie im September 1848 ein freiheitliches Gedicht nach der Marseillaise. Nach der Niederschlagung des Aufstandes wurde er zu sieben Jahren Festungshaft verurteilt, als Berufsangabe findet sich „Eisenbahnbeamter“. 1850 wurde er begnadigt, als Berufsangabe findet sich „Geometer der Nordbahn“.
1859/60 trat er mit Schriften zum italienischen Krieg von 1859 hervor.

## Veröffentlichungen
- Der Orient und Europa. Erinnerungen und Reisebilder von Land und Meer. 10 Teile, Kollmann, Leipzig 1854/55 (Digitalisat Teil 1–6).
  - Neuausgabe Eduard Freiherrn von Callots Reise durch Kusch und Habesch. Erinnerungen und Reisebilder. Bearbeitet von Friedrich J. Bieber. In: Leo Frobenius, Friedrich J. Bieber: Zur Herrlichkeit des Sudans. Deutsche Verlagsgesellschaft, Stuttgart 1923, S. 111–314.
  - Neuausgabe Reisen in Ägypten, Sudan und Äthiopien. 2 Bände (= Sammlung von Afrika-Reisebeschreibungen österreichischer Forschungsreisender Bd. 7). Kainbacher, Baden bei Wien 2006, ISBN 978-3-9501302-8-7; darin S. V–XVI Michael H. Zach: Eduard Ferdinand Freiherr von Callot – Abenteurer oder Phantast?.
- [Eduard Freiherr von C…..] Italien und die Karte von Europa. Deutsche Antwort auf La Guerronnière's Napoleon III. und Italien und E. de Girardin's Europa im Jahre 1860. Kollmann, Leipzig 1859 (Digitalisat).[12]
- [anonym] Die neue Karte von Frankreich und Ober-Italien im Jahre 1860. Ausgabe Nr. I. Kollmann, Leipzig 1859.[13]
- Die neue Karte von Frankreich und Ober-Italien. Ausgabe Nr. II. Colorit der Zukunftsgrenzen. Kollmann, Leipzig 1859.
- Die neue Karte von Frankreich und Ober-Italien. Ausgabe No III. Handkarte zu dem Operationsplane gegen Frankreich und Piemont. Kollmann, Leipzig 1859.
- [anonym] Napoleon III. der Mann der größten Attentate des neunzehnten Jahrhunderts von einem conservativen. Hammer, Köln 1859 (Druck von Oswald Kollmann, Leipzig) (Digitalisat).[14]
- [E. v. C.] Deutsche Reime entgegen ausländischen Ungereimtheiten. Nr. 1–5. Kollmann, Leipzig 1859 (Digitalisat).
- Zeit-Reime zur gegenwärtigen Weltlage. Nr. 1–5. Kollmann, Leipzig 1859 (Digitalisat).
- Strategische Skizze zu einem Operationsplane und den Marschdispositionen in einem Kriege gegen Frankreich und Piemont. Kollmann, Leipzig 1859 (Digitalisat).
- Eduard Freiherr von C*****: Napoleon der Dritte und Europa. Kollmann, Leipzig 1860 (Digitalisat).